# Karl Bindewald (Unternehmen)
Die Karl Bindewald GmbH (vormals: Cerealien Bischheim GmbH) betreibt die seit 1871 bestehende, im Besitz der Familie Bindewald befindliche Kupfermühle im rheinland-pfälzischen Bischheim im Donnersbergkreis. Wesentliche Tätigkeitsbereiche des Unternehmens sind der Betrieb einer Getreidemühle sowie mehrerer Mälzereien.

## Geschichte
Die Kupfermühle befindet sich seit 1871 im Besitz der Familie Bindewald.

## Standorte
Neben dem Stammsitz in Bischheim bestehen zwei weitere Mälzereien in Kirchheimbolanden und Wiesenttal.

## Produkte
Die Produktpalette gliedert sich in die drei Bereiche Mehl, Malz und Ingredients. Der Versand der Waren, insbesondere von loser Ware, erfolgt teilweise mit einem eigenen Fuhrpark.

### Mehl
Zu den Mühlenprodukten zählen verschiedene Weizen- (Typen 405, 550, 630, 812, 1050) und Roggenmehle (Typen 997, 1150, 1370), Vollkornmehle sowie Spezialmehle wie Baguette- oder Spätzlemehl. Das Getreide hierfür wird teilweise von regionalen Landwirten bezogen, teilweise auf dem Weltmarkt zugekauft. Die jährliche Vermahlungskapazität in Bischheim liegt bei circa 200.000 Tonnen.

### Malz
An den drei Mälzereistandorten des Unternehmens können jährlich rund 100.000 Tonnen Malz produziert werden. Neben den klassischen Sorten wie Pilsner Malz oder Weizenmalz entstehen dort auch diverse weitere Sorten, welche unter anderem für die Produktion von Craft Beer eingesetzt werden.

### Ingredients
Hierunter fallen Malzmehle, Malzflocken und Getreideflocken.

## Unternehmensgruppe
Das Unternehmen ist Teil der Bindewald und Gutting Mühlengruppe, einer bundesweit tätigen Unternehmensgruppe der Mehlbranche. Die rechtlich selbständigen Unternehmen der Gruppe sind über Gesellschafter bzw. Geschäftsführer personell verflochten. Zur Gruppe gehören:
- Bindewald und Gutting  Verwaltungs-GmbH mit Sitz in Alsleben (Saale) und Betrieben in:
  - Alsleben (Saalemühle)
  - Dresden (Dresdener Mühle)
  - Neuss (Mühle Georg Plange)
  - Stutensee (Rheintal-Mühle)
  - Neustadt an der Weinstraße (Hambacher Mühle)
- Vogtland BioMühlen GmbH, Plauen
- Rettenmeier Mühle GmbH, Horb am Neckar
- Cornexo GmbH, Freimersheim (Pfalz)

Die Unternehmensgruppe ist nach eigenen Angaben „die größte familiengeführte Mühlengruppe Deutschlands“.